# …И другие официальные лица
«…И другие официальные лица» — советский художественный фильм 1976 года.

## Краткое содержание
Константин Павлович Иванов — руководитель советского внешнеторгового объединения. Ему предстоят переговоры с зарубежным концерном на поставку насосов. Однако перед началом переговоров глава этого концерна, мистер Кларк, просит об отводе Иванова по мотивам принципиального расхождения во взглядах — 20 лет назад у Кларка и Иванова случился деловой конфликт во время их работы в Африке. 
Вместо Иванова главой делегации назначают его заместителя, самого же Иванова направляют с понижением на работу в Африку. Константин Павлович тяжело переживает происходящее. Также у него возникают проблемы в семье — он разведён, сын отдаляется. Свою же позднюю любовь — переводчицу Инну Владимировну — он не решается представить семье.
В Африке, однако, Иванов успокаивается и приходит в себя. Его опыт помогает в решении сложной ситуации. Вернувшись в Москву, Иванов, помогает вывести переговоры из тупика. Кларк не готов предложить справедливую цену, предлагая заключить соглашение «из милости», ради хороших отношений между странами. Съездив на завод-изготовитель, Иванов узнает о ключевом конкурентном преимуществе советских насосов — они могут перекачивать любые субстанции: от воды до тяжелой нефти, и значит интересы Кларка не политические, а чисто деловые. После этого переговоры удается успешно завершить. Нормализуется и семейная жизнь. 
В концовке Инна уезжает в аэропорт, а Иванов едет на машине за ней. По дороге Инна и Иванов смотрят друг на друга через стекло автомобиля.

## В ролях
| Актёр               | Роль                                                                  |
| ------------------- | --------------------------------------------------------------------- |
| Вячеслав Тихонов    | Иванов, председатель внешнеторгового объединения                      |
| Ирина Мирошниченко  | Инна Владимировна, переводчица внешнеторгового объединения            |
| Анатолий Грачёв     | Толкунов, первый заместитель Константина Иванова                      |
| Всеволод Санаев     | Астахов, заместитель министра                                         |
| Эрнст Романов       | Зуев, заместитель Константина Иванова по продукции                    |
| Гуннар Килгас       | Кларк, президент зарубежного концерна                                 |
| Всеволод Якут       | Дон-Хуан Мигель де Караско, бизнесмен                                 |
| Лев Дуров           | Высотин, руководитель советского торгпредства в одной из стран Африки |
| Евгения Ханаева     | Зинаида Петровна, тёща Константина Иванова                            |
| Николай Волков ст.  | отец Константина Иванова                                              |
| Александр Галибин   | Юрий Иванов, сын Константина Иванова                                  |
| Лев Круглый         | Чернецов, инженер на заводе, производящем насосы                      |
| Татьяна Боборыкина  | сотрудник торгового представительства в одной из стран Африки         |
| Виктор Камаев       | представитель делегации внешнеторгового объединения                   |
| Витаутас Паукште    | Боган, коммерческий директор концерна Кларка                          |
| Ирина Петровская    | секретарь Олега Астахова                                              |
| Глеб Плаксин        | Салливан, коммерческий директор концерна Кларка                       |
| Борис Сопоцько      | переводчик делегации Кларка                                           |
| Галина Чигинская    | сотрудник внешнеторгового объединения                                 |
| Мария Авербах       | дочь Инны                                                             |
| Ольга Анохина       | Эпизод                                                                |
| Алексей Бахарь      | Эпизод                                                                |
| Виктор Мирошниченко | Эпизод                                                                |

## Съёмочная группа
- Автор сценария: Александр Горохов
- Режиссёр-постановщик: Семён Аранович
- Оператор-постановщик: Генрих Маранджян
- Художник-постановщик: Исаак Каплан
- Композитор: Олег Каравайчук

## Технические данные
- Производство: Ленфильм, Первое творческое объединение.
- Художественный фильм, широкоэкранный, 85 мин.
- Жанр: мелодрама
- Оригинальный язык: русский
- Премьера: 9 ноября 1976 года
- Интернациональное название: …And Other Officials
- Название в Германии: …und weitere offizielle Persönlichkeiten